# Edward Anseele
Edward (Eedje) Anseele (ur. w 1856, zm. w 1938) – belgijski socjalista, dziennikarz, działacz spółdzielczy, polityk i samorządowiec.

## Życiorys
Syn szewca analfabety. W wieku 17 lat zakończył edukację w gandawskim Royal Athenaeum i rozpoczął pracę początkowo jako zecer, a następnie dziennikarz w czasopiśmie "De Volkswil", które w 1884 przekształcił w socjalistyczny dziennik "Vooruit". W 1877 uczestniczył w organizacji Kongresu Socjalistycznego w Gandawie i został jednym z założycieli Belgijskiej Partii Robotniczej (Belgische Werkliedenpartij). Od 1880 zajmował się organizacją spółdzielczości, tworząc belgijską sieć spółdzielni pod nazwą Vooruit (Naprzód), która miała stanowić przeciwwagę dla kapitalistycznych przedsiębiorstw. Skazany w 1886 za nawoływanie do buntu, spędził sześć miesięcy w więzieniu. W 1900 stworzył Belgijski Bank Pracy (Belgische Bank van den Arbeid). Od 1894 członek parlamentu, od 1909 do śmierci w zarządzie miasta Gandawy. Podczas I wojny światowej odrzucił niemiecką ofertę objęcia stanowiska "prezydenta Belgii". W latach 1918–1921 minister robót publicznych, 1925-1927 minister kolei i komunikacji.